# Kolonialdistrikt Ritenbenk

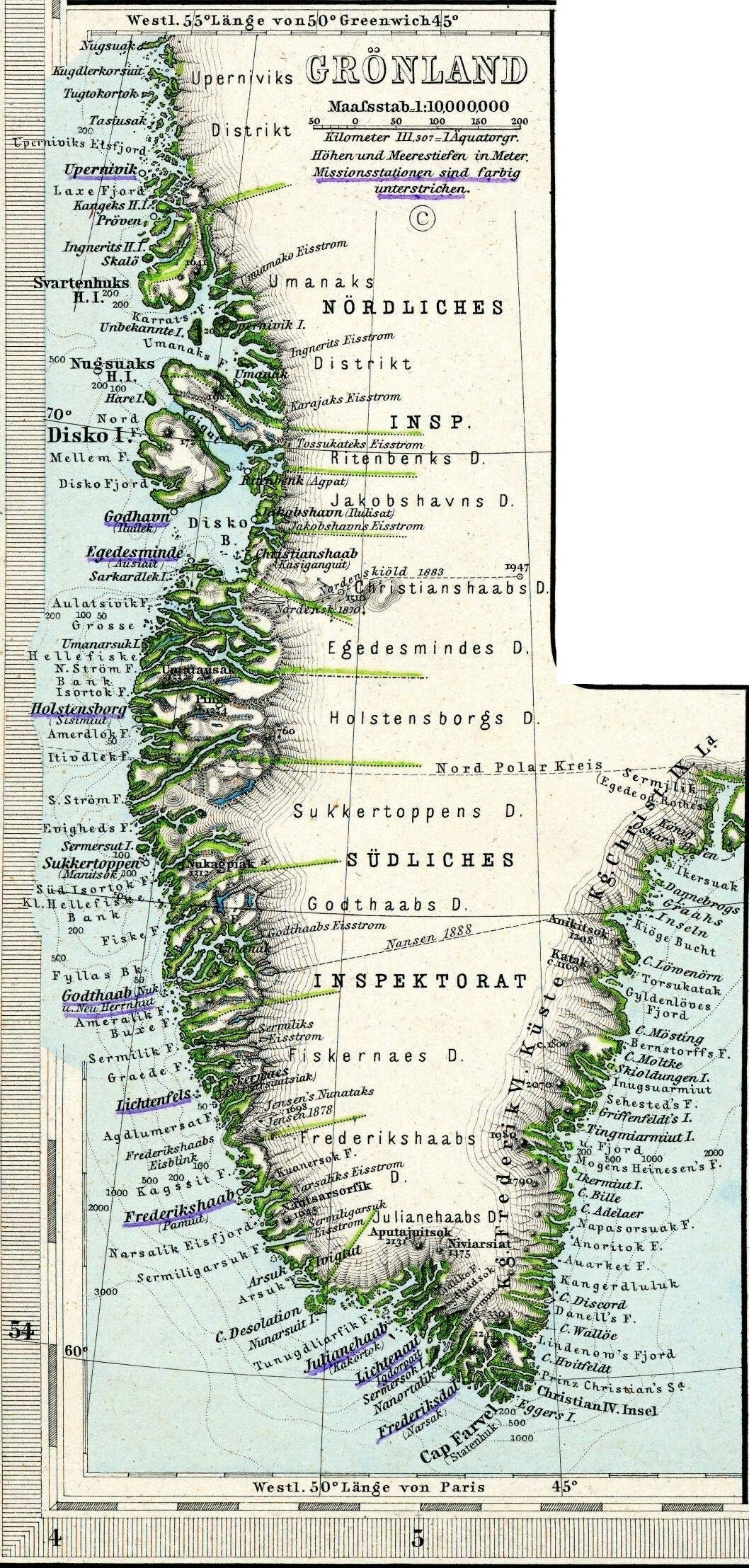
Ausschnitt aus einem Atlasblatt im Stielers Handatlas

Der Kolonialdistrikt Ritenbenk war ein Kolonialdistrikt in Grönland. Er bestand von 1755 bis 1942.

## Lage
Der Kolonialdistrikt Ritenbenk bestand aus mehreren Teilen. Ein Teil befand sich an der Südküste der Halbinsel Nuussuaq und grenzte im Norden an den Kolonialdistrikt Ũmánaĸ. Auf der gegenüberliegenden Seite des Sullorsuaq (Vaigat) befand sich ein weiterer Teil an der Nordostküste der Diskoinsel, deren südwestlicher Teil zum Kolonialdistrikt Godhavn gehörte. Zudem gehörte der Westteil der Insel Alluttoq zum Kolonialdistrikt Ritenbenk, während der übrige Teil zum weiter südlich gelegenen Kolonialdistrikt Jakobshavn gehörte.

## Geschichte

### Vor der Kolonialzeit
Der Distrikt war schon lange von Inuit bewohnt. Unter anderem liegt mit Saqqaq der namensgebende Ort der Saqqaq-Kultur, die von etwa 2400 bis 800 v. Chr. Grönland bewohnte, im ehemaligen Kolonialdistrikt Ritenbenk. Besonders alte Funde lassen sich am Fjord Torsukattak finden, vor allem in Qeqertaq und Nuugaaq. Weitere alte Wohnplätze in der Gegend sind Nuuk, Eqalunnguit und Appat auf der Insel Alluttoq, Ulussat, Itilliarsuk, Niaqornaq, Akunnaaq, Saqqaq, Atanikerluk, Mannik und Ataartaa auf dem Festland und auf der Diskoinsel finden sich in Qullissat, Nuugaarsuk, Uunartoq, Naqerloq und Isunnguaq Überreste.

### 18. und 19. Jahrhundert
Vor der Kolonialzeit bereisten Holländer die Diskobucht und trieben Handel mit den Bewohnern. Lourens Feykes Haan beschrieb den Hafen von Appat („Swarte Vogel Bay“). Nach der Anlage der Loge in Jakobshavn wurde das Gebiet immer wieder von dänischen Handelsschiffen besucht. Nachdem die Handelsreisen immer weiter nach Norden gingen, wurde 1755 die Kolonie Ritenbenk in Saqqaq gegründet. Die Kolonie war erfolgreich. 1763 schlug Carl Dalager vor, sie wegen der Gründung der Kolonie Ũmánaĸ zu verlegen. 1770 wurde Ritenbenk zur Loge degradiert. 1781 wurde sie tatsächlich nach Appat verlegt. In den ersten Jahren war die Loge äußerst erfolgreich und es wurden Walfang und Garnfang betrieben. 1790 erhielt die Loge den Koloniestatus zurück.
1776 starben einige Menschen im Kolonialdistrikt Ritenbenk an einer Epidemie. Die große Epidemie von 1785/86 kam hier nicht an. 1796 fielen erneut einige einer Epidemie zum Opfer.
Zwischen 1792 und 1811 waren an der Nordostküste der Diskoinsel die Wohnplätze Qullissat, Naqerloq und Isunnguaq bewohnt. Einmal wurde zudem ein Wohnplatz namens Luses Hul erwähnt ist, bei dem nicht klar ist, wo er gelegen hat. 1793 wurde ein Garnversuch am Sund Ikerasannguaq im Norden von Alluttoq aufgebaut. 1794 wurde auch in Saqqaq ein Garnversuch gestartet. Nach weiteren solchen Stationen bis hin nach Nuussuaq wurde 1799 auch in Qeqertaq ein Garnversuch gegründet. 1805 geschah dasselbe in Anaa und 1806 in Itilliarsuk. Während des Krieges von 1807 bis 1814 mussten die meisten Garnversuche aufgegeben werden. Nach dem Krieg wurde der Garnfang wieder aufgenommen und einige Orte wie Qeqertaq oder Saqqaq wurden zu Udstedern.
Besonders der Walfang war aber im Kolonialdistrikt Ritenbenk von Bedeutung. Zusammen mit der Verlegung der Loge war daneben eine Walfängeranlage errichtet worden, die aber wohl nicht lange bestand. 1783 wurde dafür eine Anlage in Illutsiaq errichtet, die bis etwa 1798 betrieben wurde, aber wenig erfolgreich war und in der ständig Boote sanken.
Nach dem Tod von Carl Dalager im Jahr 1799 wurde die Walfängerloge Klokkerhuk (Alluttoq) wieder Ritenbenk untergeordnet, wozu das Gebiet schon vor 1784 gehört hatte, womit der Kolonialdistrikt um das Gebiet des bisherigen Kolonialdistrikts Arveprinsens Ejland wuchs. 1804 verlor er hingegen Nuussuaq an den Kolonialdistrikt Ũmánaĸ, erhielt ihn aber für die Periode von 1825 bis 1896 zurück. In den 1810er Jahren verschwand die Loge Klokkerhuk in der Bedeutungslosigkeit, 1854 wurde er zum Udsted degradiert und um 1870 aufgegeben.
1830 wurde in Ujarasussuk an der Nordostküste der Diskoinsel ein Udsted gegründet. Zuvor war an dieser Seite der Insel nur 1791 ein vergeblicher Versuch zur Errichtung einer Anlage in Kuugaaq vorgenommen worden.
Die Diskoinsel und die Halbinsel Nuussuaq hatten schon immer bedeutende Kohlevorkommen. Auf der Diskoinsel wurden erstmals 1777 Untersuchungen von Gottfried Friederich Schramm durchgeführt. 1780 besuchte Johan Friedrich Schwabe die Gegend und schließlich wurde 1782 Ritenbenks Kulbrud am südlichsten der inspizierten Orte gegründet. 1791 wurde der Abbauort nach Norden versetzt. 1793 wurde der Bergbau dort aufgegeben, aber bereits zwei Jahre später zwischen den beiden vorherigen Orten wieder aufgenommen. 1833 wurde Ritenbenks Kulbrud aufgegeben.

### 20. Jahrhundert
Der Kolonialdistrikt Ritenbenk war ein vom Kolonialdistrikt Jakobshavn aus geleitetes Missionariat (mit Ausnahme von 1832 bis 1846). 1906 erhielt Ritenbenk einen Distriktspastor.
Ab 1911 bestand der Kolonialdistrikt Ritenbenk aus vier Gemeinden, von denen die drei Gemeinden Ritenbenk, K'eĸertaĸ und Sarĸaĸ auf dem Festland lagen. Die Gemeinde Ujarasugssuk mit dem Wohnplatz Uunartoq lag hingegen auf der Diskoinsel. Alle Gemeinden waren Teil des 7. Landesratswahlkreises Nordgrönlands.
1942 wurde die Kolonie Ritenbenk zum Udsted degradiert und der ganze Kolonialdistrikt in den Kolonialdistrikt Jakobshavn eingegliedert.

## Orte
- Akunnaaq
- Alluttoq
- Anaa
- Appat
- Ataartaa
- Atanikerluk
- Ikerasannguaq
- Ikorfat
- Illorsuit
- Illuluarsuit
- Itilliarsuk
- Naajaat
- Nuugaaq
- Qeqertaq
- Qullissaaqqat
- Qullissat
- Saqqaq
- Tartunaq
- Ujarasussuk
- Uunartoq